# Gunther Hofmans
Gunther Hofmans (Berchem, 3 januari 1967) is een Belgisch oud-voetballer. Hij was een aanvallende middenvelder die tijdens zijn carrière uitkwam voor Germinal Ekeren en Germinal Beerschot. Hij kwam ook één keer in actie voor de Rode Duivels.

## Carrière
In het seizoen 1986/87 maakte de 19-jarige Hofmans zijn debuut bij Germinal Ekeren dat toen in de derde klasse vertoefde. Door zijn aanvallende impulsen en neus voor doelpunten groeide hij in geen tijd uit tot een van de efficiëntste spelers van het team. In het seizoen 1987/88 was hij goed voor 17 doelpunten en had hij een belangrijk aandeel in de promotie naar de tweede klasse.
Met spelers als Hofmans, Ronny Prins, Harm van Veldhoven, Peter Van Wambeke, Henk Vos en Joël Bartholomeeussen slaagde Ekeren erin om al na een jaar te promoveren naar de hoogste afdeling. In de eerste klasse werd coach Albert Bers al na drie wedstrijden aan de kant geschoven en opgevolgd door René Desaeyere. Onder zijn leiding nestelde Ekeren zich veilig in de middenmoot en plaatste het zich voor de bekerfinale. In die finale verloor Ekeren met 2-1 van Club Luik; Hofmans scoorde het enige doelpunt voor de Antwerpenaren.
In 1990 nam trainer Urbain Haesaert het roer over en groeide Ekeren uit tot een subtopper. Hofmans scoorde in het seizoen 1990/91 achttien keer en loodste zijn team zo naar de vijfde plaats. Daardoor mocht de club een seizoen later deelnemen aan de UEFA Cup, waarin het al in de eerste ronde werd uitgeschakeld door Celtic. Hofmans, die steevast met het rugnummer 10 speelde, stond in die dagen in de belangstelling van onder meer KV Mechelen, maar besloot in Ekeren te blijven. De aanvallende middenvelder was inmiddels ook getrouwd met de dochter van voorzitter Jos Verhaegen.
Na een korte passage van Aimé Antheunis trok de club in 1994 trainer Herman Helleputte aan. Hij loodste Ekeren terug naar de middenmoot en dwong in 1996 opnieuw Europees voetbal af. In het seizoen 1996/97 mocht Hofmans voor de tweede keer deelnemen aan de UEFA Cup, maar opnieuw raakte zijn team niet verder dan de eerste ronde. Ekeren had zich op dat ogenblik ook al een uitstekende bekerreputatie bij elkaar gevoetbald. In 1996 bereikte de club de halve finale, een jaar later stond het opnieuw in de finale. Ekeren nam het in de finale op tegen Club Brugge en verloor met 3-1. Hofmans speelde de volledige wedstrijd, maar kwam niet tot scoren. Twee jaar later stond het team van Helleputte opnieuw in de finale. Ditmaal kende Ekeren meer geluk; het versloeg RSC Anderlecht na verlengingen met 4-2. Hofmans scoorde in de 96e minuut het laatste doelpunt van de wedstrijd.
Door de bekerzege mocht Ekeren, dat naast Hofmans over spelers als Emmanuel Karagiannis, Mike Verstraeten en Tomasz Radzinski beschikte, in 1997/98 deelnemen aan de voorlaatste editie van de Europacup II. In de eerste ronde schakelden de Antwerpenaren Rode Ster Belgrado uit na onder meer twee goals van Hofmans, daarna moest Ekeren zijn meerdere erkennen in Stuttgart.
In België bleef Ekeren een te duchten subtopper. Het verloor weliswaar het duel om de supercup, in de competitie veroverde het opnieuw de derde plaats. Hofmans kreeg na het vertrek van Philippe Vande Walle in 1997 ook de aanvoerdersband.
In 1999 ging Ekeren een fusie aan met Beerschot. De fusieclub Germinal Beerschot Antwerpen (GBA) verhuisde van het Veltwijckstadion in Ekeren naar het Olympisch Stadion in Antwerpen. Verhaegen bleef voorzitter, maar coach Helleputte werd vervangen door debuterend trainer Franky Van der Elst. De 32-jarige Hofmans werd de eerste aanvoerder van de nieuwe fusieclub. GBA eindigde in haar eerste seizoen op de zevende plaats. Hofmans, die goed was voor tien doelpunten in het debuutjaar van de Antwerpse fusieclub, zette in 2000 wegens aanhoudende knieproblemen een punt achter zijn spelerscarrière.

## Nationale ploeg
Begin jaren 90 werd Hofmans in totaal vier keer opgeroepen voor de nationale ploeg. Op 22 april 1992 speelde hij zijn enige wedstrijd voor de Rode Duivels. Hij mocht toen van bondscoach Paul Van Himst in het WK-kwalificatieduel tegen Cyprus na 74 minuten invallen voor doelpuntenmaker Marc Wilmots. België won het duel met 1-0.

## Manager
Na zijn loopbaan als voetballer ging Hofmans aan de slag in het bouwbedrijf van zijn schoonvader Jos Verhaegen. Enkele jaren later werd hij ook binnen het bestuur van Germinal Beerschot de rechterhand van Verhaegen. De gewezen speler van de Antwerpse club werd er sportief manager. Toen Verhaegen in 2011 werd opgevolgd door Patrick Vanoppen, stapte hij over naar het bestuur van Royal Antwerp FC. In zijn zog volgde Hofmans, die ook bij Antwerp de functie van sportief manager kreeg.

## Statistieken
| Seizoen | Club               | Land   | Competitie     | Wed. | Goals |
| ------- | ------------------ | ------ | -------------- | ---- | ----- |
| 1986/87 | Germinal Ekeren    | België | Derde Klasse B |      |       |
| 1987/88 | Germinal Ekeren    | België | Derde Klasse B |      | 17    |
| 1988/89 | Germinal Ekeren    | België | Tweede Klasse  | 30   | 13    |
| 1989/90 | Germinal Ekeren    | België | Jupiler League | 29   | 5     |
| 1990/91 | Germinal Ekeren    | België | Jupiler League | 34   | 18    |
| 1991/92 | Germinal Ekeren    | België | Jupiler League | 17   | 18    |
| 1992/93 | Germinal Ekeren    | België | Jupiler League | 33   | 14    |
| 1993/94 | Germinal Ekeren    | België | Jupiler League | 31   | 11    |
| 1994/95 | Germinal Ekeren    | België | Jupiler League | 29   | 16    |
| 1995/96 | Germinal Ekeren    | België | Jupiler League | 33   | 13    |
| 1996/97 | Germinal Ekeren    | België | Jupiler League | 32   | 10    |
| 1997/98 | Germinal Ekeren    | België | Jupiler League | 33   | 15    |
| 1998/99 | Germinal Ekeren    | België | Jupiler League | 32   | 8     |
| 1999/00 | Germinal Beerschot | België | Jupiler League | 33   | 10    |
| Totaal  |                    |        |                | 366  | 151   |

## Palmares
- Beker van België: 1997